# Islas Chao
Las Islas Chao son un grupo de islas pertenecientes al Perú situadas en el océano Pacífico, frente a la costa del departamento de La Libertad. Están conformadas por tres islas, muy próximas unas de otras, denominadas de acuerdo con su situación geográfica como Chao Norte, Chao Centro y Chao Sur; además de varios islotes de pequeñas dimensiones. Las islas tienen una superficie total de 15,33 hectáreas y constituyen el hábitat de numerosas especies de aves marinas. Por tal motivo, en el 2009 las islas quedaron protegidas por ley dentro de la Reserva nacional Sistema de Islas, Islotes y Puntas Guaneras, una reserva natural que protege y conserva muestras representativas de la diversidad biológica de los ecosistemas marino-costeros del Perú.

## Geografía
Las islas Chao se localizan aproximadamente a 3,22 kilómetros hacia el suroeste de punta Chao, en la provincia de Virú. Están conformadas por tres islas, una al norte, otra en la parte centro y una última en el sur; con islotes de pequeñas dimensiones. La proximidad de las tres islas hace que, vistas a la distancia den la apariencia de conformar una sola isla. Presentan un relieve accidentado con cambios bruscos de elevación. Debido al guano que depositan las aves marinas en las islas, su superficie ha adquirido un color blanquecino.

### Isla Chao Norte
La Isla Chao Norte se caracteriza por ser la isla la más distante de tierra firme y la más pequeña del grupo con una superficie de 0,35 hectáreas. La isla presenta muchos peñascos en su entorno que están bastante próximos a su costa. Se halla ubicada en torno a los 8° 45’ 37’’ de latitud S y los 78° 47’ 43’’ de longitud O. Entre esta isla y la isla Chao Centro se encuentran dos islotes pequeños conocidos con el nombre de Tapadas.

### Isla Chao Centro
La Isla Chao Centro presenta una superficie de 3,75 hectáreas y tiene aproximadamente una longitud de 328 metros de norte a sur y una anchura máxima de 190 m de este a oeste.  Se localiza en torno a los 8° 45’ 45’’ de latitud S y los 78° 47’ 36’’ de longitud O. El canal que se forma entre la isla y tierra firme es limpio y profundo, pero solo transitable por embarcaciones menores y por personas familiarizadas con la zona.

### Isla Chao Sur
La Isla Chao Sur se encuentra más cerca a la costa y destaca por ser la isla más extensa del grupo, con una superficie de 11,23 hectáreas. También es la más elevada entre las islas ya que alcanza una altitud máxima de 78 metros sobre el nivel del mar. Se localiza en torno a los 8° 46’ 1’’ de latitud S y los 78° 47’ 27’’ de longitud O. De forma alargada, presenta una longitud de unos 745 m y una anchura máxima que ronda los 210 metros.

## Diversidad biológica
Las islas Chao constituyen un importante lugar de anidación de varias especies de aves marinas como la chuita (Phalacrocorax gaimardi), el pelícano peruano (Pelecanus thagus), golondrina peruana (Progne murphyi), golondrina de la tempestad (Oceanodroma tethys) y el piquero peruano (Sula variegata). Asimismo, se puede observar otras especies de aves como el cormorán guanay (Phalacrocorax bougainvillii), cushuri (Phalacrocorax brasilianus), gaviota peruana (Larus belcheri), gaviota dominicana (Larus dominicanus), gaviota gris (Larus modestus), gaviota capucho gris (Larus cirrocephalus), gaviota de Franklin (Larus pipixcan), zarcillo (Larosterna inca), gallinazo cabeza roja (Cathartes aura), pingüino de Humboldt (Spheniscus humboldti), ostrero común (Haematopus palliatus), etc. En el grupo de mamíferos es común observar un gran número de lobos marinos chusco (Otaria flavescens).
El mundo submarino de las islas Chao muestra un impresionante paisaje y mucha vida, donde los peces e invertebrados marinos son los grupos taxonómicos más representativos. Las especies más abundantes de peces está representada por la cachema (Cynoscion analis), cabrilla (Paralabrax humeralis), coco (Paralonchurus peruanus), etc. Los invertebrados entre moluscos y crustáceos se encuentran la concha de abanico (Argopecten purpuratus), caracol (Thais chocolate), caracolito (Anachis nigricans), caracol rojo (Bursa ventricosa), cangrejo (Pilumnoides perlatus), cangrejito (Eurypanopeus transversus), etc.